# Dvi Pada Viparita Dandásana

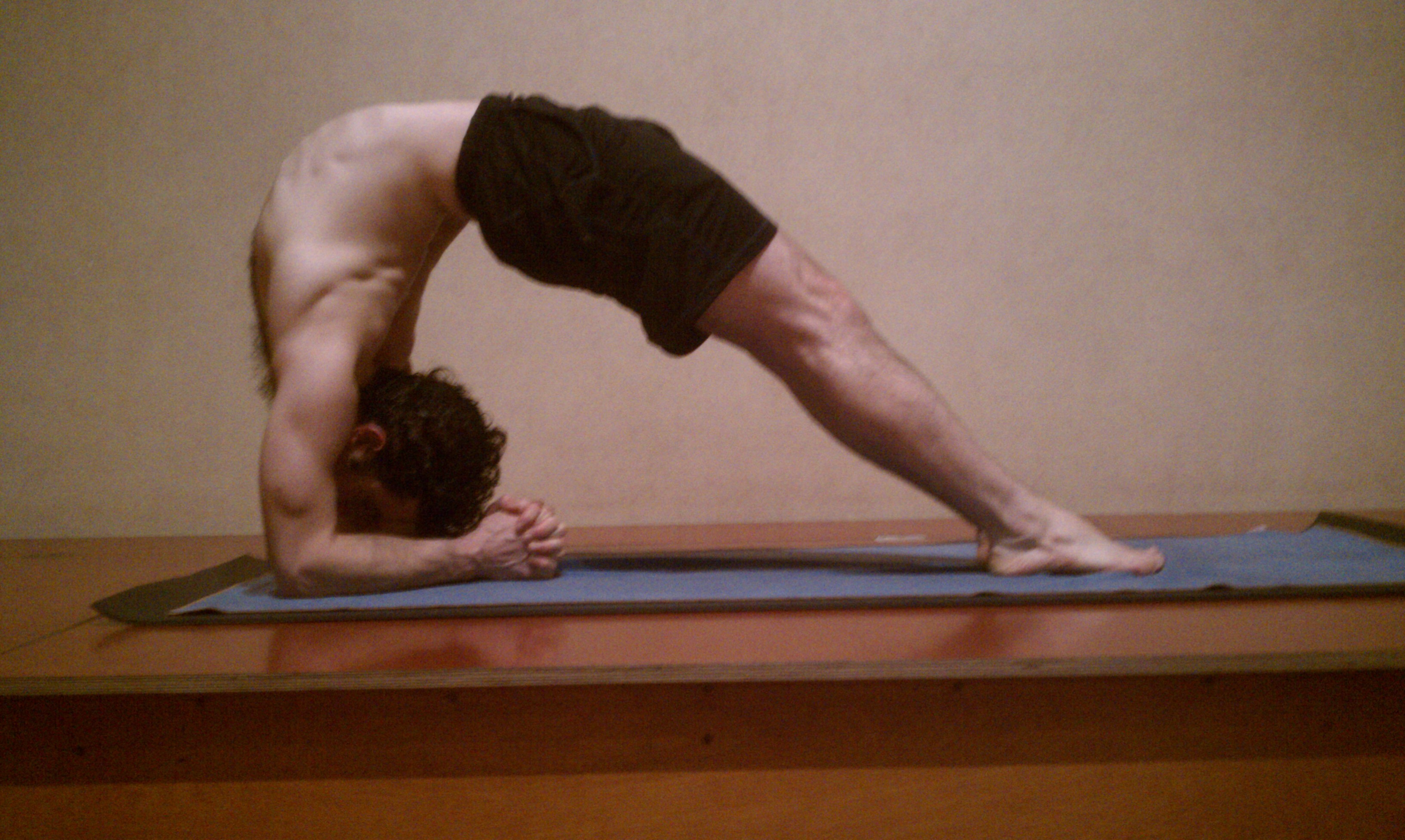

Dvi Pada Viparita Dandásana je jednou z náročnějších ásan, která je kombinací Širšásany (stoj na hlavě) a urdhva Džanurásana (napnutý luk).

## Etymologie
Dvi (द्वे) znamená dvě, Pada (पाद) znamená nohu/chodidlo, Viparita (विपरीत) otočený, Danda (दण्ड) hůlka, Asana (आसन, Āsana) = pozice

## Popis
Pozice se nedoporučuje zahajovat samostatně.